# 金县 (华盛顿州)
金郡（英語：King County），又譯國王郡，是美国华盛顿州的一個郡，郡治西雅圖。根據美国商务部2017年人口普查估算，郡人口為2,188,649人，其中高加索人佔61.1%、亞裔佔17.4%、拉丁裔佔9.5%、非裔佔6.8%。按人口算，金郡是華盛頓州最大的郡，也是美國第13大郡。
金郡郡治西雅圖是該郡最大都市，大約三分之二的人口居住在西雅圖的郊區。
金郡為西雅圖 - 塔科馬 - 貝爾維尤都市區，三個華盛頓州的郡之中面積最大，另外兩個分別為北部的史諾霍米須郡和南部的皮爾斯郡。

## 企業及勞動力
金郡擁有許多大型的知名公共和私人公司。許多大型的全國知名公司的總部都設在金郡。在期刊《財富》美國500強最大企業名單中，有十家公司位於金郡，揭示了地區就業市場的多樣性。名單中包括大型零售商Costco和Nordstrom，科技巨頭亞馬遜和微軟，咖啡公司星巴克，卡車製造商Paccar，全球物流公司Expeditors International和林產品公司Weyerhaeuser。金郡的其他主要雇主還包括波音，華盛頓大學以及地方和地區政府。波音在華盛頓州擁有約65,000名員工，而倫頓公司是波音民用飛機公司的總部。金郡幾乎於勞動力市場的每個領域都有大型及信譽良好的公司

## 地理

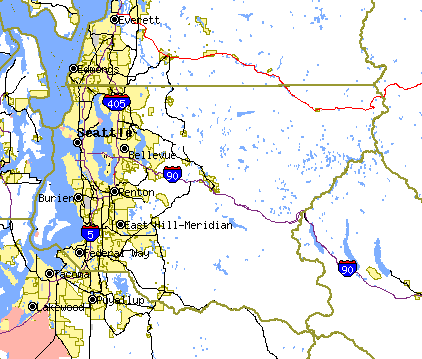
金郡地圖

根據美國人口調查局，本郡的總面積為5,980平方（2,307平方英里），其中陸地面積佔5,480平方（2,115平方英里）、水域面積佔490平方（191平方英里） （8.3%）。

### 地理特色

#### 陸域
- 喀斯喀特山脉
- 伊瑟阔阿爾卑斯（英语：Issaquah Alps）
- 丹尼爾山（英语：Mount Daniel），最高點
- 塞山
- 海港岛
- 摩利島（英语：Maury Island）
- 瑟马米什高原
- 默瑟島
- 瓦尚

#### 水域
- 雪松河（英语：Cedar River (Washington)）
- 杜瓦米許河（英语：Duwamish River）
- 艾略特灣（英语：Elliott Bay）
- 綠水河（英语：Greenwater River）
- 托爾特河（英语：Tolt River）
- 伊瑟闊溪（英语：Issaquah Creek）
- 瑟馬米什湖（英语：Lake Sammamish）
- 华盛顿湖
- 普拉特河
- 普吉特海湾
- 洶湧河（英语：Raging River）
- 斯諾誇爾米河（英语：Snoqualmie River）
- 泰勒河
- 白河（英语：White River (Washington)）

### 主要公路
- 5號州際公路
- 90號州際公路
- 405號州際公路
- 美國國道2
- 18華盛頓州州道
- 99華盛頓州州道
- 520華盛頓州州道
- 167華盛頓州州道

### 毗鄰郡
- 北－斯诺霍米什县
- 東北／東－奇兰县
- 東／東南－基帝塔什縣
- 南－皮尔斯县
- 西－基沙普縣

### 國家保護區
- 貝克山-斯諾誇爾米國家森林
- 克朗代克淘金热國家歷史公園（英语：Klondike Gold Rush National Historical Park）（部分，一部分在史凯威）
- 斯諾誇爾米國家森林（英语：Snoqualmie National Forest）（部分）

## 資料來源
1. ↑  . 華盛頓法院. 2017-05-07. （原始内容存档于2003-06-07）.
2. ↑  . United States Census Bureau.   [2011-05-14].
3. ↑  . Fortune.   [2020-02-18]. （原始内容存档于2021-05-25） （英语）.
4. ↑   (aspx). 金郡. （原始内容存档于2020-10-18） （英语）.
5. ↑  . United States Census Bureau. 2011-02-12  [2011-04-23].